# St. Martin (Elditten)

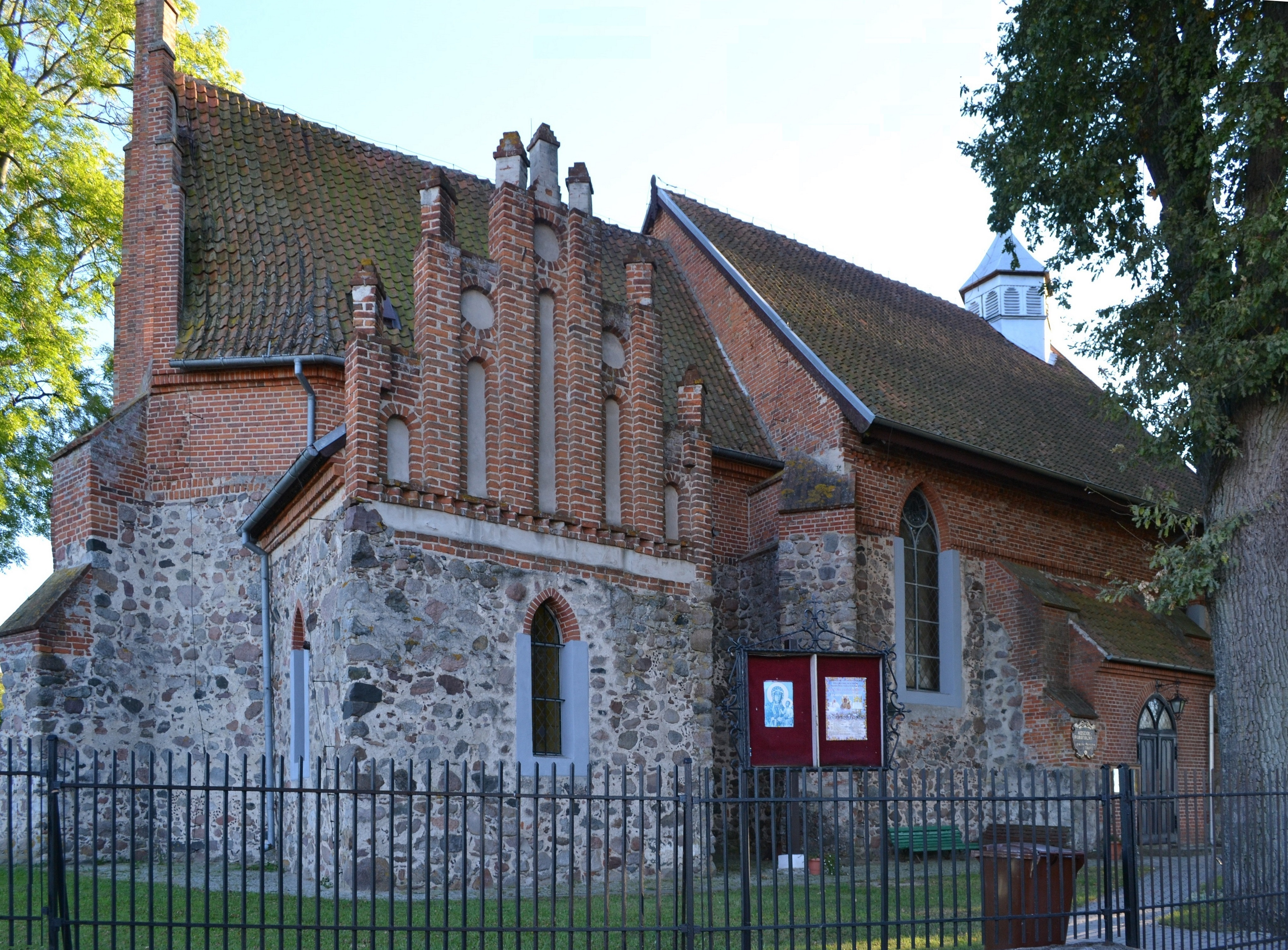
St. Martin in Elditten

Die römisch-katholische Kirche St. Martin im ermländischen Groß Elditten (heute Ełdyty Wielkie, Gmina Lubomino) ist die vermutlich älteste erhaltene Feldsteinkirche im Ermland.

## Geschichte
Die Kirche wurde vermutlich zwischen 1310 und 1320 erbaut. Ein Pfarrer ist 1345 erwähnt. Von der Restaurierung 1885–86 stammen alle oberen Abschlüsse, die südliche Vorhalle, das Chorgewölbe, die Flachdecke und die Erweiterung des Triumphbogens.

## Bauwerk
Die Kirche ist ein Beispiel für den ältesten Typus ermländischer Landkirchen, erbaut aus ausgezwickelten Findlingen. Die Kirche ist ein Saalbau mit eingezogenem Polygonalchor. Der einjochige 3/8-Chor ist für das Ermland ganz ungewöhnlich. Die Giebelwände bestehen aus Backstein, die Westseite ist mit großen Blenden und bündigen Vorlagen völlig ausgebildet. Der Westturm trägt eine Glockenstube von 1648.
Der Bau wirkt durch die im Vergleich zur Gesamtgröße dicken Mauern sowie die breiten und eng gestellten Strebepfeiler schwer und massig. Anbauten fehlten ursprünglich ganz. Bemerkenswert ist, dass das Westportal durch ein Fallgitter geschützt war, was die Zufluchtsfunktion der Kirche und somit die zeitliche Nähe zu den letzten Prußenaufständen belegt.

## Ausstattung
Taufe und Weihwasserbecken aus Granit stammen aus dem 14. Jahrhundert. Zur weiteren Ausstattung zählen einige bäuerliche Figuren aus dem Ende des 17. Jahrhunderts und Statuen der Apostel Peter und Paul von um 1849.